# Teatro Capranica
Teatro Capranica bylo významné operní divadlo v Římě. Bylo druhou veřejnou scénou ve městě.

## Historie divadla
Palác, ve kterém je divadlo umístěno, byl postaven v polovině 15. století kardinálem Domenicem Capranicou jako osobní rezidence a jako kolej pro mladé kleriky, která byla založena v roce 1457. Palác je jedním z mála zbývajících příkladů rezidenční architektury rané italské renesance
Koncem sedmdesátých let 17. století jiný člen rodiny, Pompeo Capranica, vystavěl uvnitř budovy z několika apartmánů soukromé divadlo, aniž by změnil vnější vzhled budovy. Divadlo bylo otevřeno 6. ledna 1679 premiérou opery Dov'è amore è pietà Bernarda Pasquiniho za řízení Arcangela Corelliho.
Se svolením papeže Alexandra VIII. mohli bratři Pompeo a Federico Capranicové divadlo rozšířit a otevřít veřejnosti. Architekt Carlo Buratti přestavěl divadlo do obvyklého podkovovitého tvaru se šesti úrovněmi lóží. 18. ledna 1695 bylo divadlo znovu otevřeno operou Clearco in Negroponte skladatelů Giovanni Lorenzo Luliera, Tommaso Gaffi a Carla Francesca Cesariniho. Bylo to teprve druhé veřejné divadlo v Římě (prvním bylo Teatro Tor di Nona otevřené v roce 1671).
Za vlády papeže Inocence XII. byla veřejná divadelní představení zakázána a divadlo zůstalo uzavřené od roku 1699 až do roku 1711. Po zrušení zákazu bratři Capranicové divadlo znovu otevřeli. Známý mecenáš umění kardinál Pietro Ottoboni přispěl na renovaci divadla a najal architekta Filippa Juvarra na přestavbu jeviště. Divadlo se stalo scénou vyhledávanou publikem i autory. Řadu premiér svých oper zde uvedl např. Alessandro Scarlatti. Bylo rovněž oblíbeným divadlem dramatika Carla Goldoniho.
S výstavbou nových veřejných divadel v Římě (Teatro Alibert (1718), Teatro Valle (1727) a Teatro Argentina (1732)) ztrácelo postupně divadlo Capranica na důležitosti. Prošlo řadou přestaveb a rukama několika majitelů. V 19. století přestalo být předním operním domem Říma a spíše se koncentrovalo na komedie, divadelní hry (často v římském dialektu), akrobatická vystoupení, a loutková představení. Divadlo se vrátilo rodině Capranica v roce 1853, kdy je markýz Bartolomeo Capranica koupil zpět a nákladně renovoval. Nicméně již nikdy nezískalo svou někdejší prestiž.
Z ekonomických důvodů bylo divadlo v roce 1881 uzavřeno. Posledním představením byla 1. března 1881 Verdiho opera Ernani. Zpočátku bylo divadlo pronajato pro sklad nábytku a v letech 1895–1925 bylo zcela nevyužito. V roce 1925 byla přestavěno na kino. V roce 2000 bylo znovu rekonstruováno a slouží k příležitostným představením a jako konferenční sál.

## Operní premiéry
- Bernardo Pasquini: Dov'è amore è pietà (dramma per musica, libreto Cristoforo Ivanovich, 1679
- Alessandro Scarlatti: Gli equivoci nel sembiante ovvero L'errore innocente (dramma pastorale, libreto Domenico Filippo Contini, 1679)
- Bernardo Pasquini: L'Idalma, overo Chi la dura la vince (commedia per musica, libreto Giuseppe Domenico de Totis, 1680
- Francesco Gasparini: Amor vince lo sdegno ovvero L'Olimpia placata (dramma per musica, libreto Aurelio Aureli, 1692)
- Alessandro Scarlatti: Il nemico di se stesso (dramma per musica, 1693)
- Alessandro Scarlatti: La Teodora Augusta (dramma per musica, libreto Adriano Morselli, 1693)
- Lulier, Gaffi, a Cesarini: Clearco in Negroponte, (dramma per musica, libreto Novello de Bonis, 1695)
- Alessandro Scarlatti: Il Flavio Cuniberto (dramma per musica, libreto Matteo Noris, 1696)
- Bernardo Sabadini: L'Eusonia overo La dama stravagante (dramma per musica, libreto Matteo Noris, 1697)
- Antonio Caldara: Tito e Berenice (dramma per musica, libreto Carlo Sigismondo Capece, 1714)
- Francesco Gasparini: Lucio Papirio (dramma per musica, libreto Antonio Salvi, 1714)
- Alessandro Scarlatti: Telemaco (dramma per musica, libreto Carlo Sigismondo Capece, 1718)
- Alessandro Scarlatti: Marco Attilio Regolo (dramma per musica, libreto Matteo Noris, 1719)
- Alessandro Scarlatti: 'Griselda (dramma per musica, libreto Ruspoli, 1721)
- Giuseppe Maria Orlandini: Nino (dramma per musica, libreto Ippolito Zanelli, 1722)
- Benedetto Micheli: Oreste (dramma per musica, libreto Giovanni Gualberto Barlocci, 1722)
- Antonio Vivaldi: Ercole su'l Termodonte (dramma per musica, libreto Giacomo Francesco Bussani, 1723)
- Antonio Vivaldi: Giustino (dramma per musica, libreto Nicolò Beregan, 1724)
- Leonardo Leo: Il trionfo di Camilla, regina dei Volsci (dramma per musica, libreto Silvio Stampiglia, 1726)
- Tomaso Albinoni: La Statira (dramma per musica, libreto Apostolo Zeno a Pietro Pariati, 1726)
- Tommaso Albinoni: Malsazio e Fiammetta (intermezzo, 1726)
- Giovanni Battista Costanzi: L'amor generoso (dramma per musica, libreto Giuseppe Polvini, 1727)
- Leonardo Leo: Il Cid (dramma per musica, libreto Giovanni Giacomo Alborghetti, 1727)
- Riccardo Broschi: L'isola di Alcina (dramma per musica, libreto Antonio Fanzaglia, 1728)
- Giovanni Fischietti: La costanza (commedia per musica, ibreto Bernardo Saddumene, 1729)
- Nicola Porpora: Mitridate (2. verse, dramma per musica, libreto Filippo Vanstryp, 1730)
- Michele Caballone: Adone re di Cipro (dramma per musica, libreto Filippo Vanstryp, 1730)
- Geminiano Giacomelli: Annibale (dramma per musica, libreto Filippo Vanstryp, 1731)
- Johann Adolph Hasse: Cajo Fabricio (dramma per musica, libreto Filippo Vanstryp, 1732)
- Giuseppe Scarlatti: Merope (dramma per musica, libreto Apostolo Zeno, 1740)
- Giuseppe Sellitto: Sesostri, re d'Egitto (dramma per musica, libreto Pietro Pariati, 1742)
- Giuseppe Arena a Giuseppe Sellitto: Farnace (dramma per musica, libreto Antonio Maria Lucchini, 1742)
- Nicola Conti: Berenice (dramma per musica, libreto Bartolomeo Vitturi, 1743)
- Rinaldo di Capua: Turno Heredonio Aricino (dramma per musica, libreto Silvio Stampiglia, 1743)
- Baldassare Galuppi: Evergete (dramma per musica, libreto Francesco Silvani a Giovanni Boldini, 1747)
- Gaetano Latilla: Catone in Utica (dramma per musica, libreto Pietro Metastasio, 1747)
- Antonio Gaetano Pampani: Eurione (opera seria, libreto Antonio Papi, 1754)
- Giuseppe Scolari: Cajo Fabricio (dramma per musica, libreto Apostolo Zeno, 1755)
- Gaetano Latilla: Tito Manlio (dramma per musica, libreto Gaetano Roccaforte, 1755)
- Baldassare Galuppi: La cantarina (farsetta, libreto Carlo Goldoni, 1756)
- Antonio Sacchini a Giacomo Insanguine: Il monte Testaccio (intermezzo, libreto Carlo Goldoni, 1760)
- Antonio Sacchini: La vendemmia (intermezzo, libreto Carlo Goldoni, 1760)
- Niccolò Piccinni: Il barone di Torreforte (intermezzo farsetta, 1765)
- Niccolò Piccinni: La pescatrice ovvero L'erede riconosciuta (intermezzo farsetta, libreto Carlo Goldoni, 1766)
- Niccolò Piccinni: La baronessa di Montecupo (intermezzo farsetta, 1766)
- Niccolò Piccinni: La donna di spirito (commedia in musica, libreto Marcello Bernardini, 1770)
- Alessandro Felici: La donna di spirito (farsetta, libreto Marcello Bernardini, 1770)
- Giovanni Paisiello: Semiramide in villa (intermezzo, 1772)
- Giuseppe Gazzaniga: La finta folletto o Lo spirito folletto (opera buffa, 1778)
- Gaetano Monti: La contadina accorta (intermezzo, 1781)
- Angelo Tarchi: Le cose d'oggi giorno divise in trenta tomi, tomo primo, parte prima (intermezzo, 1784)
- Vincenzo Fabrizi: La sposa invisibile (farsetta, 1786)
- Vincenzo Fabrizi: La nobiltà villana (opera buffa, 1787)
- Valentino Fioravanti: Il fabbro parigino o sia La schiava fortunata (opera buffa, libreto Luigi Romanelli, 1789)
- Valentino Fioravanti: La famiglia stravagante (opera buffa, libreto Giuseppe Petrosellini, 1792)
- Valentino Fioravanti: La cantatrice bizarra (opera buffa, 1795)